# کلمنتاین (نرم‌افزار)
کلمنتاین (به انگلیسی: Clementine) نرم‌افزار آزاد و متن‌باز چندسکویی پخش و ساماندهی کتابخانه موسیقی است. این برنامه پورت شده از برنامه آماروک ۱٫۴ به کیوت ۴ و چارچوب چندرسانه‌ای جی‌استریمر است.
این برنامه تحت اجازه‌نامه عمومی همگانی گنو منتشر می‌شود.
کلمنتیاین بر روی سیستم عامل‌های شبه یونیکس، ویندوز و مک اواس ده قابل اجرا است.